# Ла Порција (Пиза)
Ла Порција је насеље у Италији у округу Пиза, региону Тоскана.
Према процени из 2011. у насељу је живело 40 становника. Насеље се налази на надморској висини од 55 м.